# Tim Hovland
Tim „The Hov“ Hovland (* 23. Februar 1959 in El Segundo, Kalifornien) ist ein ehemaliger US-amerikanischer Volleyball- und Beachvolleyballspieler.

## Karriere Halle
Hovland besuchte die High School in Westchester (Kalifornien) und betrieb die drei Sportarten Football, Basket- und Volleyball, bevor er sich am College für letztgenannte entschied. Ab 1978 studierte er an der University of Southern California und gewann mit den USC Trojans die NCAA-Meisterschaft 1980. Sowohl 1981 als auch 1979 stand das Team im Finale und 1982 reichte es noch zum Bronzerang. 1981 wurde der Kalifornier in die Nationalmannschaft berufen und gewann mit dem Team die Silbermedaille der NORCECA-Meisterschaft sowie als wertvollster Spieler den Kanadacup im Finale gegen Kuba.
Von 1982 bis 1990 spielte „The Hov“ bei verschiedenen Vereinen in der italienischen „Serie A“. Hier wurde er in der Spielzeit 1982/83 mit Kappa Torino italienischer Vizemeister und stand sowohl im nationalen Pokalfinale als auch im Endspiel des Europapokals der Pokalsieger. Ein Jahr später gewann der Verein aus Turin sowohl die Landesmeisterschaft als auch den europäischen Vereinswettbewerb. 1985 reichte es für CUS Torino, wie der Club inzwischen hieß, noch zum dritten Platz in der italienischen Meisterschaft. In der folgenden Saison wurde der US-Amerikaner mit seinem neuen Team Kutiba Falconara Gewinner des CEV-Pokals. Anschließend wechselte Hovland noch zwei Mal den Verein, zwei zehnte und ein elfter Rang waren die Ausbeute in drei Spieljahren.

## Karriere Beach
Tim Hovland trat mit vielen US-amerikanischen Beachvolleyballgrößen seiner Zeit bei mindestens einem Wettkampf an. Seine Partner waren unter anderem Sinjin Smith, Randy Stoklos, Adam Johnson, Eric Fonoimoana und Karch Kiraly, mit dem er einen Sieg und ein weiteres Finale erreichte. Mit dessen langjährigen Partner Kent Steffes gewann „The Hov“ fünf Turniere, stand zusätzlich neun Mal im Endspiel und außerdem noch drei Mal auf dem dritten Platz. Diese Erfolgsserie wurde jedoch noch weit übertroffen durch die langjährige Zusammenarbeit mit Michael Dodd. Bei 151 Turnieren traten die beiden Kalifornier gemeinsam auf der AVP Tour an, gewannen dabei 43 Mal, wurden 38 Mal Zweite und erreichten 33 Mal den Bronzerang. Auf der FIVB World Tour startete Hovland lediglich sechsmal und gewann dabei im August 1990 mit Kent Steffes die Italian Open in Lignano. Als Tim Hovland im Jahr 2000 seine Karriere beendete, hatte er über eine Million US-Dollar Preisgeld gewonnen.

## Ehrungen
- 2000 Aufnahme in die California Beach-Volleyball Association Hall of Fame[2]
- 2000 Ein Volleyballmagazin nannte ihn als einen Spieler im Volleyballteam des Jahrhunderts
- 2009 Aufnahme in die USC-Athletic Hall of Fame
- 2020 Aufnahme in die Volleyball Hall of Fame der USA[3]
- 2024 Aufnahme in die internationale Volleyball Hall of Fame[4]

## Sonstiges
1990 trat Tim Hovland als Volleyballspieler in dem Film „Sideout“ auf (deutscher Titel „Atemloser Sommer“). In einer Episode von „Baywatch – Die Rettungsschwimmer von Malibu“ war er 1994 in der Rolle als Tim Sinclair zu sehen.